# دوريان فيني سميث
دوريان فيني سميث (بالإنجليزية: Dorian Finney-Smith)‏ مواليد 4 مايو 1993 في بورتسموث، هو لاعب كرة سلة أمريكي. بدأ مسيرته الاحترافية في سنة 2016. يلعب مع دالاس مافيريكس في الرابطة الوطنية لكرة السلة. يحمل الرقم 10. يبلغ طوله 6 قدم 8 بوصة (2.0 م).

## إحصائيات المسيرة

### الموسم الاعتيادي
| السنة   | الفريق         | لعب | بدأ | دقيقة | ميداني% | ثلاثية | حرة  | ارتداد | صنع | استلاب | تصدي | نقطة |
| ------- | -------------- | --- | --- | ----- | ------- | ------ | ---- | ------ | --- | ------ | ---- | ---- |
| 2016–17 | دالاس مافيريكس | 81  | 35  | 20.3  | .372    | .293   | .754 | 2.7    | .8  | .6     | .3   | 4.3  |
| المسيرة | المسيرة        | 81  | 35  | 20.3  | .372    | .293   | .754 | 2.7    | .8  | .6     | .3   | 4.3  |

## روابط خارجية
- دوريان فيني سميث على موقع إن بي أي (الإنجليزية)
- دوريان فيني سميث على موقع سبورتس رفرنس (الإنجليزية)
- دوريان فيني سميث على موقع كرة السلة الأوروبية.كوم (الإنجليزية)
- دوريان فيني سميث على موقع DraftExpress.com (الإنجليزية)
- دوريان فيني سميث على موقع إي إس بي إن.كوم (الإنجليزية)
- دوريان فيني سميث على موقع كلية كرة السلة في سبورتس رفرنس.كوم (الإنجليزية)
- دوريان فيني سميث على موقع ريلجم (الإنجليزية)
- دوريان فيني سميث على موقع بروبوليرز (الإنجليزية)